# Смерть Людовика XIV
«Смерть Людовика XIV» (фр. La Mort de Louis XIV) — історичний фільм-драма 2016 року, поставлений режисером Альбертом Серра за його власним сценарієм, з Жаном-П'єром Лео в ролі короля Людовика XIV. Світова прем'єра стрічки відбулася 16 травня 2016 на 69-му Каннському кінофестивалі, де вона брала участь у спеціальних показах позаконкурсної програми. У грудні 2016 році фільм було номіновано в 4-х категоріях на здобуття у 2017 році кінопремії «Люм'єр», в тому числі за найкращий фільм та найкращу режисерську роботу.

## Сюжет
Серпень 1715 року. Під час прогулянки Людовик XIV відчув різку біль в нозі. У наступні дні він продовжує виконувати свої обов'язки, але його ночі неспокійні, гарячка перемагає. Він мало їсть і все більше слабшає. Це був початок повільної агонії найбільшого короля Франції, в оточенні його послідовників і лікарів…

## У ролях
| Жан-П'єр Лео     | ···· | король Людовик XIV       |
| Патрік д'Асумсао | ···· | Фагон, лікар             |
| Марк Сузіні      | ···· | Блуен, перший камердинер |
| Бернар Белін     | ···· | Марешаль, хірург         |
| Ірен Сільваньї   | ···· | мадам де Ментенон        |
| Вісенте Алтайо   | ···· | Ле Брюн                  |
| Олів'є Кадіно    | ···· | перший лікар             |
| Філіп Креспо     | ···· | другий лікар             |
| Філіпе Дуарте    | ···· | Нобле                    |

## Знімальна група
- Автори сценарію — Тьєррі Лоунас, Альберт Серра
- Режисер-постановник — Альберт Серра
- Продюсер — Тьєррі Лоунас
- Співпродюсери — Клер Бенфо, Жоакім Сапінью, Альберт Серра
- Виконавчий продюсер — Клер Бенфо, Монтс Тріола
- Композитор — Марк Вердаґер
- Оператор — Джонатан Рікібюр
- Монтаж — Аріадна Рібас, Альберт Серра, Артур Торт
- Художник-постановник — Себастьян Воглер
- Художник по костюмах — Ніна Аврамович

## Визнання
| Нагороди та номінації фільму «Смерть Людовика XIV» | Нагороди та номінації фільму «Смерть Людовика XIV» | Нагороди та номінації фільму «Смерть Людовика XIV»     | Нагороди та номінації фільму «Смерть Людовика XIV» | Нагороди та номінації фільму «Смерть Людовика XIV» | Нагороди та номінації фільму «Смерть Людовика XIV» |
| Рік                                                | Кінофестиваль/кінопремія                           | Категорія/нагорода                                     | Номінант                                           | Результат                                          |                                                    |
| -------------------------------------------------- | -------------------------------------------------- | ------------------------------------------------------ | -------------------------------------------------- | -------------------------------------------------- | -------------------------------------------------- |
| 2016                                               | Єрусалимський міжнародний кінофестиваль            | Премія Хаггіаг за найкращий міжнародний фільм          | Смерть Людовика XIV                                | Перемога                                           |                                                    |
| 2016                                               | Єрусалимський міжнародний кінофестиваль            | Премія Фонду сім'ї Вілф за найкращий міжнародний фільм | Смерть Людовика XIV                                | Перемога                                           |                                                    |
| 2016                                               | Приз Жана Віго                                     | Найкращий художній фільм                               | Смерть Людовика XIV                                | Перемога                                           |                                                    |
| 2016                                               | Приз Луї Деллюка                                   | Найкращий фільм                                        | Смерть Людовика XIV                                | Номінація                                          |                                                    |
| 2017                                               | Премія «Гауді» (Каталонія)                         | Найкращий фільм не каталонською мовою                  | Смерть Людовика XIV                                | Номінація                                          |                                                    |
| 2017                                               | Премія «Гауді» (Каталонія)                         | Найкращий режисер                                      | Альберт Серра                                      | Номінація                                          |                                                    |
| 2017                                               | Премія «Гауді» (Каталонія)                         | Найкращий монтаж                                       | Аріадна Рібас, Альберт Серра, Артур Торт           | Номінація                                          |                                                    |
| 2017                                               | Премія «Гауді» (Каталонія)                         | Найкращий оператор                                     | Джонатан Рікібюр                                   | Номінація                                          |                                                    |
| 2017                                               | Премія «Гауді» (Каталонія)                         | Найкращі декорація до фільму                           | Себастьян Воглер                                   | Номінація                                          |                                                    |
| 2017                                               | Премія «Гауді» (Каталонія)                         | Кращий макіяж та зачіски                               | Маріон Віссак, Антуан Манчіні                      | Номінація                                          |                                                    |
| 2017                                               | Премія «Люм'єр»                                    | Найкращий фільм                                        | Смерть Людовика XIV                                | Номінація                                          |                                                    |
| 2017                                               | Премія «Люм'єр»                                    | Найкращий режисер                                      | Альберт Серра                                      | Номінація                                          |                                                    |
| 2017                                               | Премія «Люм'єр»                                    | Найкращий актор                                        | Жан-П'єр Лео                                       | Перемога                                           |                                                    |
| 2017                                               | Премія «Люм'єр»                                    | Найкращий оператор                                     | Джонатан Рікібюр                                   | Перемога                                           |                                                    |
| 2017                                               | Премія Фероз (Іспанія)                             | Спеціальна нагорода                                    | Альберт Серра                                      | Перемога                                           |                                                    |